# Seznam senátorů Senátu Parlamentu České republiky zvolených v prvním kole voleb
Seznam senátorů Senátu Parlamentu České republiky zvolených v prvním kole voleb uvádí přehled osobností, které kandidovaly do Senátu Parlamentu České republiky a v prvním kole voleb získaly ve svém volebním obvodě více než 50 % hlasů. V takovém případě se stali senátory hned po prvním kole. Pokud nadpoloviční většinu hlasů žádný z kandidátů v prvním kole nezíská, postoupí dva nejúspěšnější do kola druhého, v němž voliči novým hlasováním z těchto dvou kandidátů vyberou nového senátora.
| Jméno                      | Fotografie                 | Senátní obvod        | Rok volby         | Volební strana                                  | Zisk v 1. kole | Zisk v 1. kole |
| Jméno                      | Fotografie                 | Senátní obvod        | Rok volby         | Volební strana                                  | počet hlasů    | v procentech   |
| -------------------------- | -------------------------- | -------------------- | ----------------- | ----------------------------------------------- | -------------- | -------------- |
| Milan Kondr                | Milan Kondr                | 22 – Praha 10        | 1996              | ODS                                             | 23 583         | 50,84 %        |
| Jan Koukal                 | Jan Koukal                 | 25 – Praha 6         | 1996              | ODS                                             | 25 701         | 54,13 %        |
| Vladimír Zeman             | Vladimír Zeman             | 26 – Praha 2         | 1996              | ODS                                             | 24 167         | 53,79 %        |
| Jan Zahradníček            | Jan Zahradníček            | 60 – Brno-město      | 1996              | KDU-ČSL                                         | 19 994         | 50,06 %        |
| Václav Fischer             | Václav Fischer             | 27 – Praha 1         | 1999 (doplňovací) | NK                                              | 22 461         | 71,24 %        |
| Josef Zieleniec            | Josef Zieleniec            | 20 – Praha 4         | 2000              | 4KOALICE                                        | 17 591         | 52,11 %        |
| Vladimír Železný           | Vladimír Železný           | 54 – Znojmo          | 2002              | NEZ                                             | 16 997         | 50,82 %        |
| Jiří Šneberger             | Jiří Šneberger             | 7 – Plzeň-město      | 2004              | ODS                                             | 14 650         | 50,52 %        |
| Radek Sušil                | Radek Sušil                | 75 – Karviná         | 2008              | ČSSD                                            | 15 254         | 53,34 %        |
| Alena Dernerová            | Alena Dernerová            | 4 – Most             | 2017 (opakované)  | SD-SN                                           | 5 933          | 54,90 %        |
| Jiří Drahoš                | Jiří Drahoš                | 20 – Praha 4         | 2018              | KDU-ČSL Zelení STAN TOP 09                      | 20 595         | 52,65 %        |
| Jiří Čunek                 | Jiří Čunek                 | 77 – Vsetín          | 2018              | KDU-ČSL                                         | 24 158         | 51,59 %        |
| Zbyněk Linhart             | Zbyněk Linhart             | 33 – Děčín           | 2020              | STAN SLK                                        | 15 787         | 52,77 %        |
| Jiří Růžička               | Jiří Růžička               | 25 – Praha 6         | 2022              | KDU-ČSL ODS STAN TOP 09                         | 18 301         | 50,28 %        |
| Petr Fiala                 | Petr Fiala                 | 46 – Ústí nad Orlicí | 2022              | KDU-ČSL SproK                                   | 24 433         | 65,66 %        |
| Ladislav Václavec          | Ladislav Václavec          | 64 – Bruntál         | 2022              | ANO                                             | 19 804         | 58,85 %        |
| Jana Mračková Vildumetzová | Jana Mračková Vildumetzová | 2 – Sokolov          | 2024              | ANO                                             | 11 424         | 50,72 %        |
| Pavel Fischer              | Pavel Fischer              | 17 – Praha 12        | 2024              | KDU-ČSL ODS STAN TOP 09                         | 15 638         | 53,63 %        |
| Martin Bednář              | Martin Bednář              | 71 – Ostrava-město   | 2024              | ANO                                             | 11 311         | 51,84 %        |
| Petr Vícha                 | Petr Vícha                 | 74 – Karviná         | 2024              | SOCDEM ANO                                      | 13 249         | 58,33 %        |
| Jiří Čunek                 | Jiří Čunek                 | 77 – Vsetín          | 2024              | KDU-ČSL                                         | 16 414         | 56,76 %        |
| Zdeněk Papoušek            | Zdeněk Papoušek            | 60 – Brno-město      | 2025 (doplňovací) | KDU-ČSL Zelení ODS STAN Piráti TOP 09 Fakt Brno | 11 788         | 59,40 %        |

Údaje jsou aktuální k roku 2025.